# Torre Mozza (Ugento)
Torre Mozza è una località balneare del Salento meridionale, nonché frazione di Ugento, in provincia di Lecce.

## Descrizione
Il centro abitato prende il nome dall'omonima torre cinquecentesca, che si affaccia su una lunga distesa sabbiosa.
Alla periferia dell'abitato un tratto di costa, caratterizzato dalla presenza di bacini salmastri, è oggi utilizzato per l'acquacoltura. Il paesaggio è ricco di canali e bacini artificiali, realizzati intorno agli anni Trenta nell'opera di bonifica di queste zone.
Sono presenti numerosi hotel e villaggi, con annessi lidi, che ripopolano il paese durante il periodo estivo.

## La torre
La torre, eretta per ordine del Re Carlo V nel XVI secolo, era destinata all'avvistamento e per la difesa delle coste salentine contro le invasioni dei pirati Saraceni, nella sommità vi era una pira di legna che veniva accesa in caso di avvistamento di navi saracene (nella tradizione popolare è rimasta a rappresentazione di una situazione di pericolo il detto "mamma li turchi!" ovvero: attenzione arrivano i saraceni e/o turchi) per avvisare, con il fumo prodotto dalla combustione, le altre torri costiere limitrofe e quelle presenti nelle masserie nell'entroterra. Al primo piano vi è un locale dove erano posizionate le sentinelle, esse avevano a disposizione dei cavalli con i quali, in caso di una imminente invasione, avvisavano la popolazione dei paesi nell'entroterra, compreso il capoluogo di Ugento. Torre Mozza apparteneva anticamente al territorio di Gemini che a sua volta era un ex Feudo della Mensa vescovile.
La torre ha forma di tronco di cono e, durante la seconda guerra mondiale, è stata usata dai soldati come postazione di mitragliamento.
Realizzata nel 1565 con il nome di torre dei Fiumi (o Torre Fiumicelli) e crollata appena ultimati i lavori, è stata successivamente riedificata. Nel corso dei secoli sono avvenuti crolli parziali della stessa. Per questo le è stato attribuito il nome di Torre Mozza.